# Maja Haderlap
Maja Haderlap, dvojezična avstrijsko koroška slovenska pesnica in pisateljica ter univerzitetna predavateljica, * 8. marec 1961, Železna Kapla, Avstrija.

## Življenjepis
Maja Haderlap je na Dunaju študirala germanistiko, filozofijo in gledališke vede in prav tam leta 1989 doktorirala iz gledaliških ved. Bila je dramaturška in produkcijska asistentka v Trstu in Ljubljani. Med letoma 1989 in 1992 je bila urednica in izdajateljica koroške slovenske literarne revije Mladje. Šestnajst let je bila dramaturginja v celovškem Mestnem gledališču.
Predava gledališko zgodovino in dramaturgijo na univerzi v Celovcu.
Leta 2011 je bila kot finalistka med štirinajstimi tekmujočimi avtorji iz Nemčije, Avstrije in Švice na petintridesetih Dnevih nemške literature izbrana za nagrado, poimenovano po sloviti pisateljici Ingeborg Bachmann.

## Literarno delo
Objavlja liriko, prozo, eseje in prevode v slovenskih in nemških revijah. 
- Žalik pesmi (COBISS)
- Bajalice (COBISS)
- Pesmi (COBISS)
- Deček in sonce /Der Knabe und die Sonne, Zadruga Novi Matajur, Cividale und Klagenfurt, Koroška, Založba Drava 2000 ISBN 3-85435-330-8
- Med politiko in kulturo (2001)
- Das Stadttheater Klagenfurt 1992 bis 2007, Die Ära Dietmar Pflegerl, 2007
- Engel des Vergessens, roman (slov. prevod Angel pozabe 2012; ital. 2014, franc. 2015, angl. Angel of oblivion, 2016; avtobiografska družinska kronika treh generacij), Wallstein, Göttingen, 2011, ISBN 978-3-8353-0953-1
- Langer Transit: Gedichte, 2014 (slov. prevod: Dolgo prehajanje, pesmi 2015)
- Ženske v temi, roman, 2025 (prevod Štefan Vevar)

## Nagrade in priznanja
- Förderungspreis des Landes Kärnten für Literatur (nagrada sklada dežele Koroške za literaturo, 1983)
- Nagrada Prešernovega sklada, 1989
- Hubert-Burda nagrada za liriko, 2004
- Avstrijska državna štipendija za literaturo, 2006/2007 in 2009/2010
- Projektna štipendija za literaturo, 2008/2009
- Nagrada Ingeborg Bachmann za roman Engel des Vergessens, 2011
- Nagrada Bruno Kreisky za politično knjigo leta 2011
- Buchpreis der Stiftung Ravensburger Verlag (nagrada sklada založbe Ravensburger, 2011)
- Großes Goldenes Ehrenzeichen des Landes Kärnten (veliko zlato odličje dežele Koroške, 2011)
- avstrijska literarna nagrada Rauris za leto 2012 (podeljuje jo deželna vlada Salzburške)
- Würdigungspreis des Landes Kärnten für Literatur (priznanje dežele Koroške za literaturo, 2012)
- častni doktorat - dr. h. c. Alpsko-jadranske univerze v Celovcu (2012)
- Rizzijeva nagrada SPZ in ZSO (2013)
- Literarna nagrada mira (2014)
- Prix du Premier roman étranger (nagrada za prevodni prvenec, 2015)
- red za zasluge Republike Slovenije (2015)
- članica Deutsche Akademie für Sprache und Dichtung (Nemške akademije za jezik in poezijo v Darmstadtu, 2016)
- dopisna članica SAZU v razredu za umetnosti (2017)
- avstrijska državna nagrada za umetnost (2019)
- avstrijska literarna nagrada mednarodne družbe Christine Lavant na Dunaju (2021)
- avtorica v fokusu na festivalu Vilenica 2025